# アルジェリアの鉄道
アルジェリアの鉄道では、アルジェリアにおける鉄道について記す。

## 鉄道史
- 1862年 最初の鉄道が建設された
- 1963年5月16日 SNCFA(Société nationale des chemins de fer algériens)設立
- 1976年3月25日 SNCFA解散
- 1976年3月26日 SNTF、SNERIF、SIF設立
- 1986年 金融危機によりSNERIFとSIFが解散
- 2005年7月20日 ANESRIF設立
- 2019年10月13日 アルジェ～トゥーグラ 長距離列車が運行開始

## 事業者
- アルジェリア鉄道 SNTF (Societé Nationale des Transports Ferrovaires)

## 隣接国との鉄道接続状況
- チュニジア - （スーク・アフラース - ガルディマウ（英語版）） - 同じ標準軌を採用 1,435 mm (4 ft 8+1⁄2 in)
- モロッコ - 接続なし - 同じ標準軌を採用 1,435 mm (4 ft 8+1⁄2 in)
- リビア - 接続なし
- ニジェール - 接続なし
- マリ共和国 - 接続なし
- モーリタニア - 接続なし
- 西サハラ - 接続なし